# Island na letních olympijských hrách
Island na letních olympijských hrách startuje od roku 1908. Toto je přehled účastí, medailového zisku a vlajkonošů na dané sportovní události.

## Účast na Letních olympijských hrách
| Dějiště LOH            | LOH      | Vlajkonoš                            | Zlatá medaile | Stříbrná medaile | Bronzová medaile | Celkem |
| ---------------------- | -------- | ------------------------------------ | ------------- | ---------------- | ---------------- | ------ |
| 1908 Londýn            | LOH 1908 | Leopoldo Palma                       |               |                  |                  | 0      |
| 1912 Stockholm         | LOH 1912 | Leopoldo Palma                       |               |                  |                  | 0      |
| 1920 Antverpy          | 1920     |                                      |               |                  |                  | Ne     |
| 1924 Paříž             | 1924     |                                      |               |                  |                  | Ne     |
| 1928 Amsterdam         | 1928     |                                      |               |                  |                  | Ne     |
| 1932 Los Angeles       | 1932     |                                      |               |                  |                  | Ne     |
| 1936 Německo           | LOH 1936 | Kristjan Vattnes                     |               |                  |                  | 0      |
| 1948 Londýn            | LOH 1948 | Finnbjörn Þorvaldsson                |               |                  |                  | 0      |
| 1952 Helsinky          | LOH 1952 | Fridrik Guðmundsson                  |               |                  |                  | 0      |
| 1956 Melbourne         | LOH 1956 | Vilhjálmur Einarsson                 |               | 1                |                  | 1      |
| 1960 Řím               | LOH 1960 | Pétur Rögnvaldsson                   |               |                  |                  | 0      |
| 1964 Tokio             | LOH 1964 | Valbjörn Þorláksson                  |               |                  |                  | 0      |
| 1968 Ciudad de México  | LOH 1968 | Guðmundur Hermannsson                |               |                  |                  | 0      |
| 1972 Mnichov           | LOH 1972 | Geir Hallsteinsson                   |               |                  |                  | 0      |
| 1976 Montréal          | LOH 1976 | Oskar Jakobsson                      |               |                  |                  | 0      |
| 1980 Moskva            | LOH 1980 | Birgir Borgþórsson                   |               |                  |                  | 0      |
| 1984 Los Angeles       | LOH 1984 | Einar Vilhjálmsson                   |               |                  | 1                | 1      |
| 1988 Soul              | LOH 1988 | Bjarni Friðriksson                   |               |                  |                  | 0      |
| 1992 Barcelona         | LOH 1992 | Bjarni Friðriksson                   |               |                  |                  | 0      |
| 1996 Atlanta           | LOH 1996 | Jón Arnar Magnússon                  |               |                  |                  | 0      |
| 2000 Sydney            | LOH 2000 | Gudrun Arnardóttir                   |               |                  | 1                | 1      |
| 2004 Athény            | LOH 2004 | Guðmundur Hrafnkelsson               |               |                  |                  | 0      |
| 2008 Peking            | LOH 2008 | Örn Arnarson                         |               | 1                |                  | 1      |
| 2012 Londýn            | LOH 2012 | Ásdís Hjálmsdóttir                   |               |                  |                  | 0      |
| 2016 Rio de Janeiro    | LOH 2016 | Þormóður Jónsson                     |               |                  |                  | 0      |
| 2020 Tokio             | LOH 2020 | Snæfríður Jórunnardóttir Anton McKee |               |                  |                  | 0      |
| 2024 Paříž             | LOH 2024 |                                      |               |                  |                  | x      |
| Celkem                 | 22       |                                      | 0             | 2                | 2                | 4      |
| Zdroj na Olympedia.org |          |                                      |               |                  |                  |        |